# Semiothisa rigidata
Semiothisa rigidata är en fjärilsart som beskrevs av Achille Guenée 1858. Semiothisa rigidata ingår i släktet Semiothisa och familjen mätare. Inga underarter finns listade i Catalogue of Life.